# Serra Mitjana (Sant Miquel de Campmajor)
La Serra Mitjana és una serra situada al municipi de Sant Miquel de Campmajor a la comarca del Pla de l'Estany, amb una elevació màxima de 326,3 metres.